# Educational Media Foundation
Educational Media Foundation (früher EMF Broadcasting, kurz EMF) ist eine christliche Mediengesellschaft in den Vereinigten Staaten. Die Gesellschaft hat den Status einer christlichen Nonprofit-Organisation und unterhält mit K-LOVE und Air1 die beiden größten Networks für zeitgenössische christliche Popmusik auf dem US-Medienmarkt. EMF sitzt in Rocklin nahe Sacramento, Kalifornien speist seine Programme in die Programmschienen von mehr als 1000 US-Sendern in 50 Bundesstaaten ein. Präsident und CEO ist Bill Reeves.
Neben der direkten Ausstrahlung der Programme, sind Streamingdienste heute ein Hauptverbreitungsweg: EMF gehört zu den Top 10 U.S.-Audio Streaming Firmen. Seit 2020 wird mit AccessMore ein christliches Podcast-Network betrieben.
EMF wurde 1981 von Richard Jenkins gegründet. Die Programme von Air1 and K-LOVE werden über Satellit verbreitet und von einer Reihe von Low-Power FM Umsetzern ausgestrahlt. Einige Stationen betreibt EMF auch im Auftrag der eigentlichen Besitzer.